# مؤتمر السيدات العربيات الفلسطينيات 1929
مؤتمر السيدات العربيات الفلسطينيات 1929 كان أول مؤتمر نسائي عربي فلسطيني، وعقد المؤتمر في مدينة القدس يوم 26 تشرين أول 1929 بحضور أكثر من 300 سيدة.

## ظروف انعقاد المؤتمر
وكانت الأجواء السياسية الوطنية التي سادت فلسطين منذ بداية الاحتلال البريطاني قد جعلت النشاط النسائي ذا طبيعة سياسية عامة فلم يعد مقصوراً على الجوانب الاجتماعية.
ولذا آزرت النساء الفلسطينيات الرجال في العمل الوطني النضالي، وشاركن في المظاهرات وتقديم المساعدات، وجمع الأموال للمجاهدين وقام بعضهن بنشاط سياسي في الخارج أثناء صحبتهن أزواجهن.
وقد شهد عام 1929 بداية مشاركة المرأة الفلسطينية الفعلية المنظمة في العمل السياسي اثر تصاعد أحداث ثورة ذلك العام، وانتشارها في جميع أنحاء فلسطين. وقد وقع على النساء عبء كبير بعد أن هدمت البيوت وتشردت الأسر وزج بالكثيرين في السجون.
وفي يوم 20 تشرين أول 1929 تشكلت من بعض قريات العاملين في الحقل السياسي وزعماء الحركة الوطنية في فلسطين لجنة قررت الدعوة إلى مؤتمر نسائي عام في 26 تشرين أول 1929 للنظر في أمور الوطن.

## حيثيات ومخرجات المؤتمر
وقد عقد المؤتمر في منزل زوجة عوني عبد الهادي بالقدس وحضرته مجموعة من السيدات المثقفات من معظم مدن وقرى فلسطين زاد عددهن على ثلاثمائة. وترأست المؤتمر زوجة موسى كاظم الحسيني رئيس اللجنة التنفيذية العربية في المؤتمر العربي الفلسطيني الثالث عام 1920
خطبت في المؤتمر كثيرات فلسطين حال المدن والمناطق التي يمثلنها وبحثن ما تعانيه فلسطين عامة من خطر تدفق هجرة اليهود وتملكهم الأراضي.
ثم أقسمت الحاضرات على أن يعملن في سبيل انقاذ الوطن مع الرجال جنباً إلى جنب، كما أقسمن واحدة واحدة على أن يقاطعن المتاجر والبضائع اليهودية مقاطعة تامة ويشجعن البضائع الوطنية.
وقررن الإبراق بالشكوى إلى الملكة ماري ملكة انكلترا، والإبراق يشكر عصبة السيدات الوطنية السياسية في لندن على عطفها وتأييدها ومساعدتها لعرب فلسطين وقضيتهم المقدسة، والإبراق بالشكر كذلك إلى نصيرة العرب في انكلترا الآنسة نيوتن على جهودها في سبيل عرب فلسطين.
وقد اتخذ المؤتمر بالاجماع مجموعة قرارات برفض وعد بلفور والهجرة اليهودية، وتأييد إقامة حكومة وطنية مسؤولة أمام مجلس نيابي، وبقيام المرأة العربية الفلسطينية بنهضة نسائية أسوة بالأقطار العربية المجاورة، وبتنشيط التجارة والصناعة الوطنيتين لأنهما أفضل ضمان لثروة البلاد وأقوى دعامة لعمرانها، وبتعزيز الارتباط الاقتصادي مع سورية وغيرها من البلاد العربية.
انتخب المؤتمر من بين عضواته لجنة تنفيذية ستة أشهر تمثل المرأة الفلسطينية وتتضامن مع الرجل في المطالب السياسية والمواقف الوطنية.
وعهد إلى هذه اللجنة التنفيذية النسائية أن تتماشى جهودها مع جهود اللجنة التنفيذية العربية في البلاد، وأصبحت تسمى: اللجنة التنفيذية للسيدات العربيات.
وبعد انتهاء المؤتمر خرجت السيدات، على الرغم من معارضة سلطة الانتداب، في مظاهرة احتجاج طافت شوارع القدس في ثمانين سيارة ومرت بدور قناصل الدول الأجنبية، ولما وصلت إلى دار المندوب السامي البريطاني لورد تشانسبلور حملت اليه خمس سيدات مذكرة بمطالب المؤتمر، ومنها: الغاء وعد بلفور الذي هو أساس الكوارث وسبب إراقة الدماء، وتوقيف الهجرة اليهودية. وإلغاء قانون العقوبات المشتركة، ومعاملة السجناء العرب معاملة تماثل معاملة مسجوني اليهود، والاتفاق على العرب بمقدار ما ينفق على اليهود.
وقد ألقت إحدى السيدات كلمة قالت فيها: “هذا عمل تقوم به السيدات العربيات لأول مرة في تاريخ فلسطين، وهن الآن يضحين بكل شيء ليساعدن رجالهن في انقاذ الوطن من مصائبه وتخليصه من آلامه”.
دأبت اللجنة التنفيذية للسيدات العربيات بعد المؤتمر على العمل في مختلف المجالات الوطنية، كتقديم المساعدات وجمع المعونات الأسر المجاهدين وضحايا انتقال الأراضي، وتقديم الاحتجاجات والمطالبة بالحقوق والقيام بالمظاهرات. كما أخذت تتصل بالكتل النسائية العربية والأجنبية لاثارة الاهتمام بالقضية الفلسطينية. وقد انتهت جهودها إلى عقد أول مؤتمر نسائي عربي في القاهرة لبحث القضية الفلسطينية برئاسة هدى شعراوي عام 1937.